# Aeroporto Internacional de Bagdá
O Aeroporto Internacional de Bagdá (português brasileiro) ou Bagdade (português europeu) (em árabe: مطار بغداد الدولي) (IATA: BGW, ICAO: ORBI), anteriormente chamado de Aeroporto Internacional Saddam, é o maior aeroporto do Iraque, localizado no subúrbio de Bagdá, cerca de 16 km a oeste do centro da capital iraquiana. O aeroporto serve como base para a companhia aérea nacional do Iraque, Iraqi Airways.

## História

### Pré-1982
O presente aeroporto foi desenvolvido no âmbito de um consórcio liderado pela empresa francesa Spie Batignolles, ao abrigo de um acordo celebrado em 1979. A guerra Irã / Iraque atrasou a abertura total do aeroporto até 1982. O aeroporto da altura foi inaugurado como Aeroporto Internacional de Saddam, tendo o nome do então presidente iraquiano, Saddam Hussein.

### 1982–2003
A maioria dos voos civis de Bagdá parou em 1991, quando as Nações Unidas impuseram restrições ao Iraque após a invasão do Kuwait pelo Iraque durante a Guerra do Golfo Pérsico. Por causa da zona de exclusão aérea imposta ao Iraque pelos Estados Unidos e pelo Reino Unido, a Iraqi Airways só foi capaz de continuar voos domésticos por períodos limitados. Internacionalmente, Bagdá pôde receber voos charter ocasionais transportando medicamentos, trabalhadores humanitários e funcionários do governo. A Royal Jordanian Airlines operava voos regulares de Amã para Bagdá.

### 2003–2005
Em abril de 2003, as forças da coalizão lideradas pelos EUA invadiram o Iraque e mudaram o nome do aeroporto de Aeroporto Internacional de Saddam para Aeroporto Internacional de Bagdá. Consequentemente, o código ICAO para o aeroporto mudou de ORBS para ORBI; o código IATA posteriormente mudou de SDA para BGW, que anteriormente se referia a todos os aeroportos de Bagdá e antes disso para o aeroporto de Al Muthana quando Saddam estava no poder.
O controle civil do aeroporto foi devolvido ao governo iraquiano em 2004.

### 2005 – presente

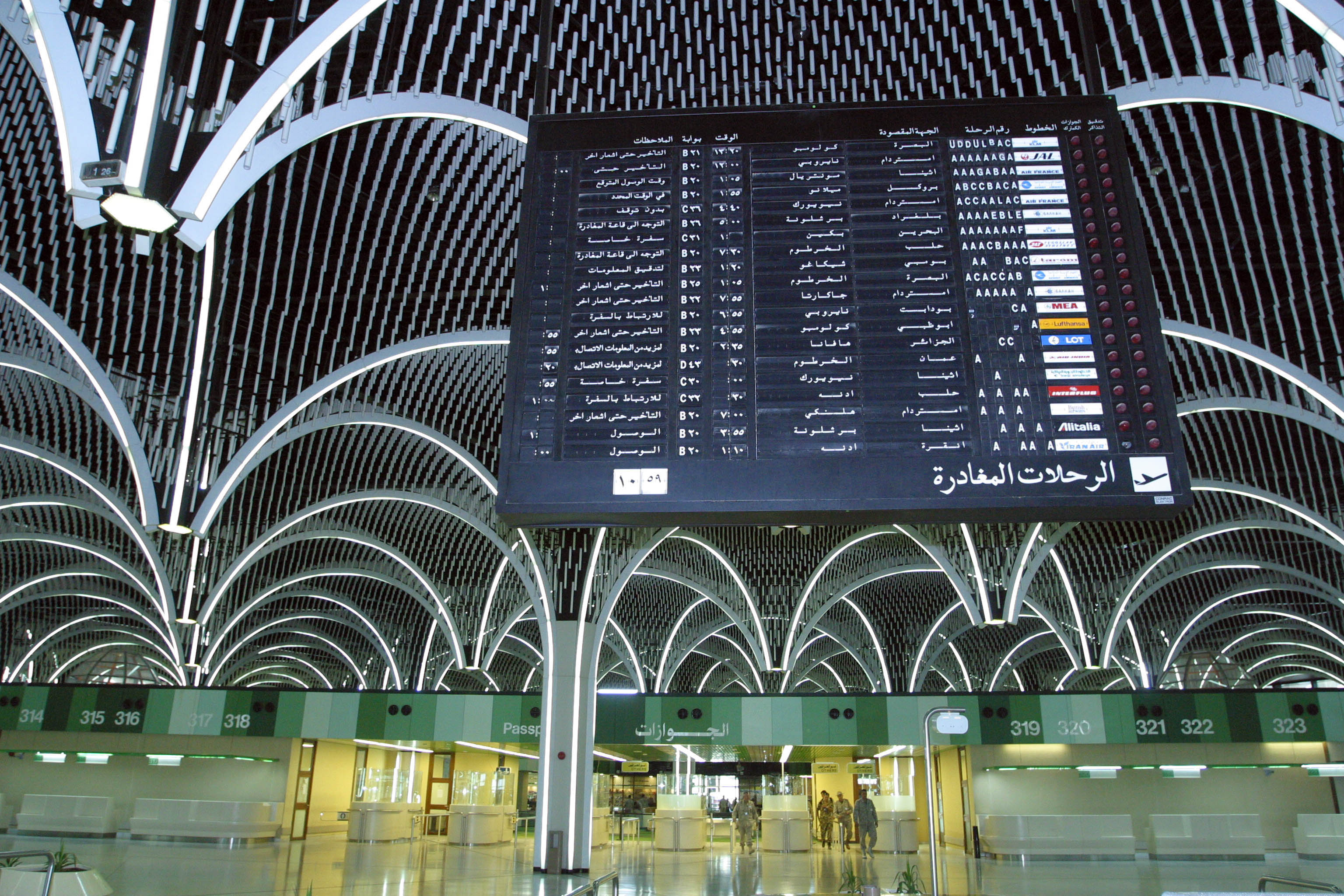
Vista interna do terminal em 2003, mostrando um FIDS abandonado e não funcional (observe o ícone vermelho e branco para a extinta companhia aérea da Alemanha Oriental Interflug na quarta linha da parte inferior), na frente de balcões de check-in vazios e controle de passaporte

A Base Aérea de Sather foi atacada por ataques periódicos com foguetes de Bagdá. Em 6 de dezembro de 2006, um ataque de foguete de 107 pousou a 30 jardas (metros) de uma aeronave C-5A estacionada, fazendo vários buracos de estilhaços na aeronave.
O Terminal C foi renovado com três áreas de portões ativos para transportadoras que operam no aeroporto.
Em janeiro de 2015, um jato FlyDubai que transportava 154 passageiros foi atingido por tiros ao pousar no aeroporto. Um passageiro ficou ferido quando pelo menos três balas atingiram o avião. Após o incidente, as companhias aéreas dos Emirados Árabes Unidosː FlyDubai e Emirates suspenderam seus voos de Dubai para Bagdá. Os voos da Turkish Airlines e Royal Jordanian também foram temporariamente suspensos.
A estrada do aeroporto de Bagdá, que liga à Zona Verde, que já foi uma rota perigosa cheia de IEDs, foi reformada com palmeiras, gramados bem cuidados e uma fonte, com assistência turca.
Em 3 de janeiro de 2020, um VANT dos EUA mataram o general Qasem Soleimani, líder das forças Quds do Irã, e Abu Mahdi al-Muhandis, vice-comandante das Forças mobilização popular, quando seu comboio deixou o aeroporto em ou perto da estrada principal do aeroporto, em Bagdá.

## Incidentes e acidentes
- Durante a Guerra do Golfo, dois Tupolev Tu-124Vs da Iraqi Airways estacionados no solo foram destruídos por bombas dos EUA.
- Em junho de 2000, dois ex-militares sauditas embarcaram em um avião com destino a Londres e o desviaram para Bagdá. Eles queriam pedir asilo no Iraque, mas as autoridades iraquianas depois os deportaram para a Arábia Saudita.[9]
- Em 22 de novembro de 2003, um cargueiro Airbus A300B4 da European Air Transport, de matrícula OO-DLL, operando em nome da DHL Aviation, foi atingido por um míssil SA-14 "Grail" logo após a decolagem. O avião perdeu pressão hidráulica, causando perda de controle. Depois de estender o trem de pouso para criar mais arrasto, a tripulação pilotou o avião usando diferenças no empuxo do motor e pousou o avião com o mínimo de danos adicionais. Os três tripulantes sobreviveram. Após o incidente, aviões civis passaram a realizar rotineiramente pousos de saca-rolhas para minimizar o risco de serem atingidos por armas de superfície.[10]
- Em 26 de janeiro de 2015, um Boeing 737-800 da Flydubai que voava de Dubai para Bagdá com 154 passageiros a bordo foi atingido por disparos de armas pequenas ao se aproximar do Aeroporto Internacional de Bagdá. O avião pousou em segurança.[11] Um passageiro ficou ferido quando pelo menos três balas atingiram o avião. Após o incidente, as companhias aéreas dos Emirados Árabes Unidos FlyDubai e Emirates suspenderam seus voos de Dubai para Bagdá. Os voos da Turkish Airlines e da Royal Jordanian também foram temporariamente suspensos.[12]
- Em 3 de janeiro de 2020, um ataque de drone dos EUA matou Qasem Soleimani, líder da Força Quds do Irã, e Abu Mahdi al-Muhandis, vice-comandante das Forças de Mobilização Popular, quando seu comboio deixava o aeroporto na estrada do aeroporto de Bagdá ou perto dela.[13][14][15]

## Ligação externa
- «Sítio oficial» (em inglês)
- Globalsecurity.org
- Artigo do Christian Science Monitor sobre reconstrução, outubro de 2003
- Fotografias extensas do Aeroporto de Bagdá – 12.07.2004